# Membro comunicante
Secondo la "Disciplina generale delle chiese" dell'Ordinamento valdese, sono membri comunicanti della Chiesa evangelica valdese e metodista, similmente ad altre chiese riformate, coloro che, «avendo confessata la propria fede in Gesù Cristo Signore e Salvatore, sono stati ammessi alla santa cena in una chiesa locale e danno segni della loro obbedienza al Signore nella loro vita quotidiana; essi compongono l'assemblea» locale. (L'assemblea locale è l'insieme dei membri di una chiesa locale, elegge il Consiglio di Chiesa, di cui fanno parte i pastori, che ha funzioni esecutive e risponde del suo operato all'Assemblea).
Non hanno parte nella chiesa locale solo i membri comunicanti, ma «anche coloro che, pur non essendo comunicanti, vivono nel suo ambito».
I membri comunicanti che aggiungono alla partecipazione attiva, cioè l'avere «una parte da svolgere nella chiesa locale", anche l'assunzione volontaria della responsabilità diretta della contribuzione nella vita ecclesiastica («contribuire regolarmente ed in rapporto alla propria disponibilità alle necessità della Chiesa») divengono membri elettori.